# 199687 Erősszsolt
(199687) Erősszsolt, denumire internațională (199687) Erosszsolt, este un asteroid din centura principală de asteroizi.

## Descriere
199687 Erősszsolt este un asteroid din centura principală de asteroizi. A fost descoperit pe 21 aprilie 2006 la Piszkesteto de Krisztián Sárneczky. Asteroidul prezintă o orbită caracterizată de o semiaxă mare de 3,08 ua, o excentricitate de 0,12 și o înclinație de 2,6° în raport cu ecliptica.